# وینجر وارد
وینجر وارد (به هلندی: Wieringerwaard) یک منطقهٔ مسکونی در هلند است که در هولاندس کرون واقع شده‌است. وینجر وارد ۱٬۱۷۶ نفر جمعیت دارد.